# Peso della Guinea-Bissau
Il peso è stata la valuta della Guinea-Bissau dal 1975 al 1997. Aveva rimpiazzato l'escudo alla pari ed era suddiviso in 100 centavos. Nel 1997 la Guinea-Bissau ha adottato il franco CFA degli stati africani occidentali, applicando un tasso di conversione pari a 65 pesos per un franco.

## Monete
Sono state emesse monete in tagli da 50 centavos, 1, 2½, 5 e 20 pesos.

## Banconote
Nel 1975 furono emesse banconote in tagli da 50, 100 e 500 pesos. Le banconote da 1 000 pesos vennero introdotte nel 1978. A queste seguirono quelle da 5 000 pesos nel 1984 e quelle da 10  000 pesos nel 1990.